# Yu Zhuocheng
Yu Zhuocheng (chinesisch 余卓成, Pinyin Yú Zhuóchéng, * 7. Dezember 1975) ist ein ehemaliger chinesischer Wasserspringer. Er startete im Kunstspringen vom 1-m- und 3-m-Brett und im 3-m-Synchronspringen. Er errang zwischen 1994 und 1998 drei Weltmeistertitel und eine olympische Silbermedaille.
Yu Zhuocheng erlebte seinen internationalen Durchbruch im Jahr 1994. Bei den Asienspielen in Hiroshima gewann er Silber vom 3-m-Brett, bei der Weltmeisterschaft in Rom wurde er im gleichen Wettbewerb erstmals Weltmeister. Er war damit der erste chinesische Weltmeister im Kunstspringen und der jüngste Titelträger vom 3-m-Brett.
Er nahm in Atlanta an den Olympischen Spielen 1996 teil. Vom 3-m-Brett gewann er hinter seinem Landsmann Xiong Ni die Silbermedaille. Zwei Jahre später bestritt Yu Zhuocheng in Perth seine zweite Weltmeisterschaft. Er errang vom 1-m-Brett und mit Hao Xu im 3-m-Synchronspringen jeweils die Goldmedaille. Nach den Asienspielen in Bangkok, wo er erneut Silber vom 3-m-Brett gewinnen konnte, beendete Yu Zhuocheng seine aktive Karriere.